# Ornithischia
Predentata (ili Ornithischia}) je izumrla klada uglavnom biljojednih dinosaurusa karakterisanih karličnom struktura koja je površno slična onoj kod ptica. Ime Ornithischia, ili „ptičijih kukova“, odražava ovu sličnost i potiče od grčke osnove ornith-, što znači „ptica“, i ischion, množina ischia, što znači „zglob kuka“. Međutim, ptice su samo u dalje srodne ovoj grupi, jer su ptice teropodni dinosaurusi. Pripadnici klade Ornithischian sa dobro poznatim anatomskim adaptacijama uključuju ceratopsikane ili dinosauruse sa „rogovima” (npr. Triceratops), pahicefalosauruse ili „debeloglave” dinosauruse, oklopne dinosauruse (Thyreophora) kao što su stegosaurusi i ankilosaurusi, i ornitopodi.. Postoje jaki dokazi da su određene grupe ornitihijana živele u stadima, često razdvojenim po starosnim grupama, pri čemu su maloletnici formirali sopstvena jata odvojena od odraslih. Neki su barem delimično bili prekriveni filamentoznim (dlaka ili perje) pokrovima, i postoji mnogo debata o tome da li su ovi filamenti pronađeni u primercima Tianyulong, Psittacosaurus, iKulindadromeus možda primitivno perje.

## Literatura
- Butler, R.J. (2005). „The 'fabrosaurid' ornithischian dinosaurs of the Upper Elliot formation (lower Jurassic) of South Africa and Lesotho”. Zoological Journal of the Linnean Society. 145 (2): 175—218. doi:10.1111/j.1096-3642.2005.00182.x .

- Sereno, P.C. (1986). „Phylogeny of the bird-hipped dinosaurs (order Ornithischia)”. National Geographic Research. 2 (2): 234—256.

## Spoljašnje veze
- Ornithischia, from Palæos. (cladogram, characteristics)